# Finale della Coppa delle nazioni africane 1986
La finale della Coppa delle nazioni africane 1986 si disputò il 21 marzo 1986 allo Stadio internazionale del Cairo di Il Cairo, tra le nazionali di Egitto e Camerun. La partita fu vinta dall'Egitto per 5-4 ai rigori dopo che i tempi regolamentari e supplementari terminarono 0-0, e in tal modo i Faraoni si aggiudicarono il loro terzo trofeo nella massima competizione tra nazionali maschili africane.

## Le squadre
| Squadra | Finali (o spareggi) disputate in precedenza (il grassetto indica la vittoria) |
| ------- | ----------------------------------------------------------------------------- |
| Egitto  | 3 (1957, 1959, 1962)                                                          |
| Camerun | 1 (1984)                                                                      |

## Cammino verso la finale

### Tabella riassuntiva del percorso
| Squadra        | Pt | G | DR |
| -------------- | -- | - | -- |
| Egitto         | 4  | 3 | +3 |
| Costa d'Avorio | 4  | 3 | +2 |
| Senegal        | 4  | 3 | +2 |
| Mozambico      | 0  | 3 |    |

| Squadra | Pt | G |
| ------- | -- | - |
| Camerun | 5  | 3 |
| Marocco | 4  | 3 |
| Algeria | 2  | 3 |
| Zambia  | 1  | 3 |

## Tabellino
| Arbitro: | Ali Bin Nasser |

|                                              |                      |                                             |
| Yehia Abdelghani Abdou Mayhoub Shehata Kasem | Tiri di rigore 5 – 4 | M'Fédé Kundé M'Bida Milla Aoudou Kana-Biyik |

| Egitto | Camerun |

| Egitto        |                   |  |     |
|               |                   |  |     |
| P             | Thabet El-Batal   |  |     |
| D             | Ashraf Kasem      |  |     |
| D             | Mohamed Omar      |  | 46’ |
| D             | Hamada Sedki      |  |     |
| D             | Rabie Yassin      |  |     |
| C             | Ali Shehata       |  |     |
| C             | Magdi Abdelghani  |  |     |
| C             | Mostafa Abdou     |  |     |
| C             | Gamal Abdel Hamid |  |     |
| A             | Tahar Abouzid     |  | 46’ |
| A             | Mahmoud El Khatib |  | 48’ |
| Sostituzioni: |                   |  |     |
| C             | Tarek Yehia       |  | 46’ |
| C             | Alaa Mayhoub      |  | 46’ |
| CT:           |                   |  |     |
| Mike Smith    |                   |  |     |

| Camerun       |                  |  |     |
|               |                  |  |     |
| P             | Thomas N'kono    |  |     |
| D             | Ibrahim Aoudou   |  |     |
| D             | Victor N'Dip     |  |     |
| D             | Isaac Sinkot     |  |     |
| D             | Emmanuel Kundé   |  |     |
| C             | André Kana-Biyik |  |     |
| C             | Grégoire M'Bida  |  |     |
| C             | Emile M'Bouh     |  |     |
| C             | Louis M'Fédé     |  |     |
| A             | Ernest Ebongue   |  | 81’ |
| A             | Roger Milla      |  |     |
| Sostituzioni: |                  |  |     |
| A             | Humphrey Edobor  |  | 81’ |
| CT:           |                  |  |     |
| Claude Le Roy |                  |  |     |